# Stresa
Stresa – miejscowość i gmina w północnych Włoszech, w regionie Piemont, w prowincji Cusio Ossola. Położona jest na zachodnim brzegu jeziorem Maggiore, u podnóża szczytu Mottarone (1492 m n.p.m.).
Według danych na 31 maja 2021 gminę zamieszkiwało 4565 osób.
Miejscowość turystyczna, rozwijająca się intensywnie od początku XIX w. Słynie z widoków na jezioro Maggiore i położone w pobliżu cztery z pięciu Wysp Boromejskich (Isola Bella, Scoglio della Malghera, Isola del Pescatori i Isola Madre). W 1861 r. wybudowano tu słynny, istniejący do dziś Grand Hôtel des Iles Borromées.
Ze Stresy na szczyt Mottarone prowadzi dwuodcinkowa gondolowa kolej linowa Stresa - Mottarone, zbudowana w 1970 r., unieruchomiona po wypadku z 23 maja 2021 r.
Za Stresy, łodzią, przez jezioro Maggiore, można dostać się do kompleksu Pustelni Świętej Katarzyny/ Eremo di Santa Caterina del Sasso.